# Hemerobius chiangi
Hemerobius chiangi is een insect uit de familie van de bruine gaasvliegen (Hemerobiidae), die tot de orde netvleugeligen (Neuroptera) behoort. 
Hemerobius chiangi is voor het eerst wetenschappelijk beschreven door Banks in 1940.